# Serwer wydruku

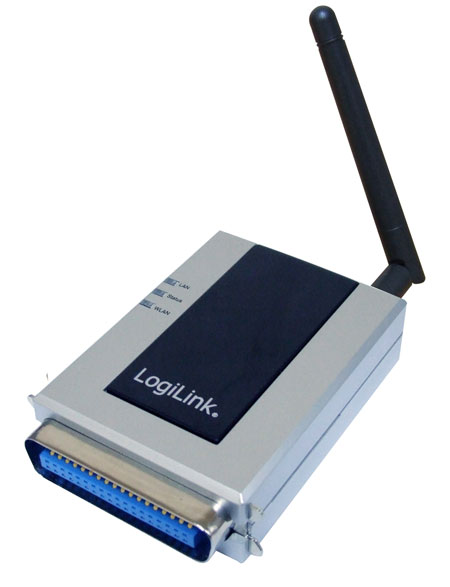
Serwer wydruku WiFi

Serwer wydruku – serwer, który udostępnia obsługę zadań drukowania, obejmującą rozmaite usługi od prostego kolejkowania wydruków (ustawiania ich w odpowiedniej kolejności do odpowiednich drukarek), poprzez formatowanie wydruków (np. zamiana z popularnych formatów do postscriptu), aż po bardziej wyszukane funkcje, jak rozliczanie i raportowanie o liczbie wydrukowanych stron itp.
Także w wielodostępnych komputerowych systemach domowych obsługą drukowania na drukarkach lokalnych zajmuje się podsystem drukowania (ang. spooler), który jest w istocie lokalnym serwerem drukowania.
Drukarki mogą być podłączone do serwera wydruku bezpośrednio lub pośrednio: 
- Połączenie bezpośrednie realizowane jest przy pomocy portu równoległego, portu szeregowego (w tym USB oraz port podczerwieni).
- Połączenie pośrednie realizowane jest przez sieć komputerową.

Usługa serwera wydruku jest dostępna m.in. w następujących systemach: Unix, rodzina Microsoft Windows NT, Linux, NetWare i inne.